# Paige Gordon
Paige Gordon (North Vancouver, 25 de abril de 1973) es una deportista canadiense que compitió en saltos de trampolín. Ganó una medalla de plata en los Juegos Panamericanos de 1991, en la prueba individual.

## Palmarés internacional
| Juegos Panamericanos | Juegos Panamericanos | Juegos Panamericanos | Juegos Panamericanos |
| Año                  | Lugar                | Medalla              | Prueba               |
| -------------------- | -------------------- | -------------------- | -------------------- |
| 1991                 | La Habana (Cuba)     | Medalla de plata     | Trampolín 3 m        |